# Omura Sumitada
Omura Sumitada (大村纯忠, 1533 - 23 de Junho de 1587) foi um daimyo do Japão no período Sengoku. É famoso por ser o primeiro daimyo convertido ao catolicismo após a chegada dos missionários jesuítas ao serviço do padroado português em meados do século XVI. Depois de receber o batismo ficou conhecido como "D. Bartolomeu". Sumitada também é famoso por ser o primeiro a abrir o porto de Nagasaki ao comércio externo após um acordo com os portugueses em 1571.